# Bursanthus bamfordi
Bursanthus bamfordi är en korallart som beskrevs av Eugène Leloup 1968. Bursanthus bamfordi ingår i släktet Bursanthus och familjen Cerianthidae. Inga underarter finns listade i Catalogue of Life.